# Sydney Indoor

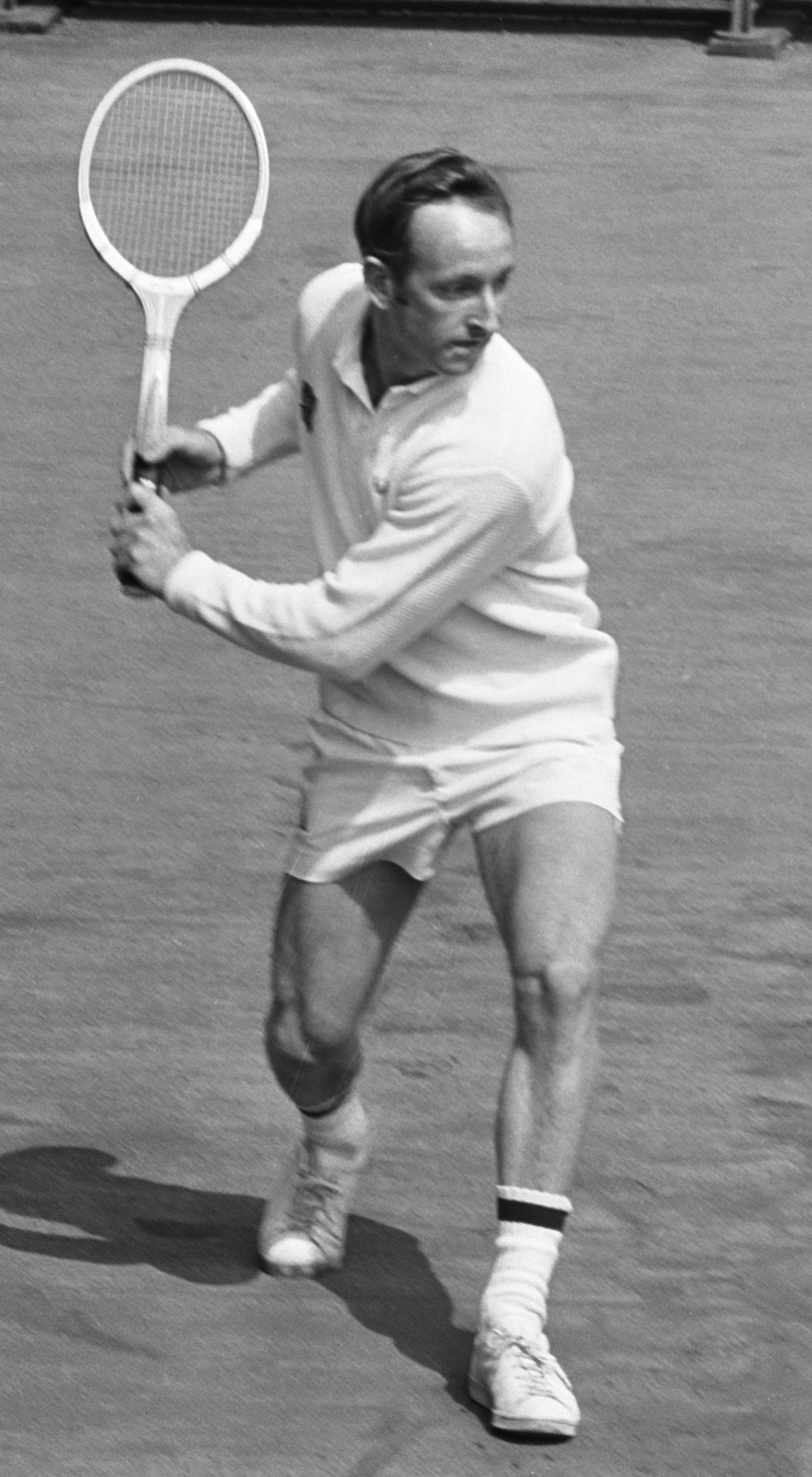
Rod Laver. Foto från 1969.

Sydney Indoor var en tennisturnering som spelades i Sydney, Australien. den spelades under olika namn som en del i Grand Prix circuit från 1973 till 1989 och som en del i ATP-touren från 1990 till 1994. Den spelades inomhus på hard courts i Hordern Pavilion till 1982 och i Sydney Entertainment Centre från 1983.

## Mästare

### Singel
| År   | Tävlingens namn                                      | Mästare              | Finalist             | Resultat i finalen      |
| ---- | ---------------------------------------------------- | -------------------- | -------------------- | ----------------------- |
| 1973 | Australian Indoor Championships                      | Rod Laver            | John Newcombe        | 3–6, 7–5, 6–3, 3–6, 6–4 |
| 1974 | Australian Indoor                                    | John Newcombe        | Cliff Richey         | 6–4, 6–3, 6–4           |
| 1975 | Custom Credit Indoor Tennis Tournament               | Stan Smith           | Robert Lutz          | 7–6, 6–2                |
| 1976 | Custom Credit Indoors                                | Geoff Masters        | James Delaney        | 4–6, 6–3, 7–6, 6–3      |
| 1977 | Custom Credit Australian Indoors                     | Jimmy Connors        | Ken Rosewall         | 7–5, 6–4, 6–2           |
| 1978 | Custom Credit Australian Indoor Championships        | Jimmy Connors        | Geoff Masters        | 6–0, 6–0, 6–4           |
| 1979 | Custom Credit Australian Indoor                      | Vitas Gerulaitis     | Guillermo Vilas      | 4–6, 6–3, 6–1, 7–6      |
| 1980 | Custom Credit Australian Indoor Championships        | John McEnroe         | Vitas Gerulaitis     | 6–3, 6–4                |
| 1981 | Custom Credit Australian Indoor                      | John McEnroe         | Roscoe Tanner        | 6–4, 7–5, 6–2           |
| 1982 | Custom Credit Australian Indoor Championships        | John McEnroe         | Gene Mayer           | 6–4, 6–1, 6–4           |
| 1983 | Custom Credit Australian Indoor Championships        | John McEnroe         | Henri Leconte        | 6–1, 6–4, 7–5           |
| 1984 | Custom Credit Australian Indoor Championships        | Anders Järryd        | Ivan Lendl           | 6–3, 6–2, 6–4           |
| 1985 | Custom Credit Australian Indoor Tennis Championships | Ivan Lendl           | Henri Leconte        | 6–4, 6–4, 7–6           |
| 1986 | Swan Premium Open                                    | Boris Becker         | Ivan Lendl           | 3–6, 7–6, 6–2, 6–0      |
| 1987 | Swan Premium Sydney Indoor                           | Ivan Lendl           | Pat Cash             | 6–4, 6–2, 6–4           |
| 1988 | Swan Premium Open                                    | Slobodan Živojinović | Richard Matuszewski  | 7–6, 6–3, 6–4           |
| 1989 | Australian Indoor Tennis Championships               | Ivan Lendl           | Lars-Anders Wahlgren | 6–2, 6–2, 6–1           |
| 1990 | Australian Indoor Tennis Championships               | Boris Becker         | Stefan Edberg        | 7–6, 6–4, 6–4           |
| 1991 | Australian Indoor Tennis Championships               | Stefan Edberg        | Brad Gilbert         | 6–2, 6–2, 6–2           |
| 1992 | Australian Indoor Tennis Championships               | Goran Ivanisevic     | Stefan Edberg        | 6–4, 6–2, 6–4           |
| 1993 | Ansett Australian Indoor Tennis Championships        | Jaime Yzaga          | Petr Korda           | 6–4, 4–6, 7–6, 7–6      |
| 1994 | Australian Indoor Tennis Championship                | Richard Krajicek     | Boris Becker         | 7–6, 7–6, 2–6, 6–3      |

### Dubbel
| År   | Mästare                           | Finalist                          | Resultat i finalen |
| ---- | --------------------------------- | --------------------------------- | ------------------ |
| 1973 | Rod Laver / John Newcombe         | Malcolm Anderson / Ken Rosewall   | 7-6, 6-2           |
| 1974 | Ross Case / Geoff Masters         | John Newcombe / Tony Roche        | 6-4, 6-4           |
| 1975 | Brian Gottfried / Raul Ramirez    | Ross Case / Geoff Masters         | 6-4, 6-2           |
| 1976 | Ismail El Shafei / Brian Fairlie  | Syd Ball / Kim Warwick            | 4-6, 6-4, 7-6      |
| 1977 | John Newcombe / Tony Roche        | Ross Case / Geoff Masters         | 6-7, 6-3, 6-1      |
| 1978 | John Newcombe / Tony Roche        | Mark Edmondson / John Marks       | 6-4, 6-3           |
| 1979 | Rod Frawley / Francisco Gonzalez  | Vijay Amritraj / Pat Du Pré       | walkover           |
| 1980 | Peter Fleming / John McEnroe      | Tim Gullikson / Johan Kriek       | 4-6, 6-1, 6-2      |
| 1981 | Peter Fleming / John McEnroe      | Sherwood Stewart / Ferdi Taygan   | 6-7, 7-6, 6-1      |
| 1982 | John McEnroe / Peter Rennert      | Steve Denton / Mark Edmondson     | 6-3, 7-6           |
| 1983 | Mark Edmondson / Sherwood Stewart | John McEnroe / Peter Rennert      | 6-2, 6-4           |
| 1984 | Anders Järryd / Hans Simonsson    | Mark Edmondson / Sherwood Stewart | 6-4, 6-4           |
| 1985 | John Fitzgerald / Anders Järryd   | Mark Edmondson / Kim Warwick      | 6-3, 6-2           |
| 1986 | Boris Becker / John Fitzgerald    | Peter McNamara / Paul McNamee     | 6-4, 7-6           |
| 1987 | Darren Cahill / Mark Kratzmann    | Boris Becker / Robert Seguso      | 6-3, 6-2           |
| 1988 | Darren Cahill / John Fitzgerald   | Marty Davis / Brad Drewett        | 6-3, 6-2           |
| 1989 | David Pate / Scott Warner         | Darren Cahill / Mark Kratzmann    | 6-3, 6-7, 7-5      |
| 1990 | Broderick Dyke / Peter Lundgren   | Stefan Edberg / Ivan Lendl        | 6-2, 6-4           |
| 1991 | Jim Grabb / Richey Reneberg       | Luke Jensen / Laurie Warder       | 6-4, 6-4           |
| 1992 | Patrick McEnroe / Jonathan Stark  | Jim Grabb / Richey Reneberg       | 6-2, 6-3           |
| 1993 | Patrick McEnroe / Richey Reneberg | Alexander Mronz / Lars Rehmann    | 6-3, 7-5           |
| 1994 | Jacco Eltingh / Paul Haarhuis     | Byron Black / Jonathan Stark      | 6-4, 7-6           |